# عبد اللطيف بن أبي الفتح الفاسي
قاضي القضاة بالحرمين، الشريف سراج الدين أبو المكارم عبد اللطيف بن أبي الفتح محمد بن أحمد بن أبي عبد الله محمد الحسني الفاسي المكي (779 - 853 هـ)، فقيه حنبلي وأولُ من ولي قضاء الحنابلة بمكة، والمدينة، وابن عم والد التقي الفاسي.

## نسبه
عبد اللّطيف -الأصغر- بن أبي الفتح محمّد بن أحمد بن أبي عبد الله محمّد بن محمّد بن عبد الرّحمن بن محمّد بن عليّ بن عبد الرّحمن بن سعيد بن أحمد بن عبد الله بن عبد الرّحمن بن عبد الله بن عليّ بن حمود بن ميمون بن إبراهيم بن عليّ بن عبد الله بن إدريس بن إدريس بن عبد الله بن الحسن بن الحسن بن عليّ بن أبي طالب.

## سيرته
ولد في شعبان سنة 779 هـ بمكة، ونشأ بها، وحفظ القرآن، وتفقه، وسمع الحديث على عفيف الدين النشاوري، وجمال الدين إبراهيم الأسيوطي (ت. 790 هـ)، وبرهان الدِّين إبراهيم بن صديق (ت. 806 هـ) وغيرهم، وأجاز له سراج الدين البلقيني، وزين الدين العراقي، ونور الدين الهيثمي، وسراج الدين بن الملقن، وبرهان الدين الشامي (ت. 800 هـ)، وأبو هريرة ابن الذَّهَبِيِّ (ت. 799 هـ)، وأبو الخير بن العلائي (ت. 802 هـ)، وجماعة، وخرَّج له تقي الدين بن فهد (ت. 871 هـ) "مشيخة"، ووَلِيَ إمامة الحنابلة بمقام الحنابلة بالمسجد الحرام بعد موت ابن عمه علي بن عبد اللطيف في سنة 806 هـ، ثم قضاء مكة في سنة في سنة 809 هـ، ثم جُمِعَ له بين قضاء الحرمين الشريفين مكة والمدينة في سنة 847 هـ، واستمر إلى أنْ مات، وهو أوَّل مَنْ وَلِيَ قضاءَ الحنابلة بالحرمين، ودخل بلادَ العجم غيرَ مرَّة، وكان له حظ وافرٌ عندَ الملوك، والأعيان، تزوج بأخرة ابنة علاء الدين علي ابن تاج الدين محمد ابن جلال الدين البلقيني وتوفي بعلة الإسهال ورمي الدم في ضحى يوم الاثنين سابع شوال سنة 853 هـ بمكة، وصلي عليه بعد صلاة العصر، ودفن بالمَعلاة.